# Desahucios en España durante la crisis económica
Los desahucios en España durante la crisis económica española de 2008-2014 hacen referencia al lanzamiento o desahucio de un gran número de ciudadanos y familias, en general vulnerables, por ejecución forzosa ante el impago de la hipoteca o alquiler. En la mayoría de los casos la vivienda había sido adquirida durante la burbuja inmobiliaria en España (1997-2007).
Según las estadísticas del primer trimestre de 2012 cada día se produjeron una media de 517 desahucios diarios en España. En 2019 se produjeron unos 60.000 deshaucios.

## Cifras de desahucios en España
No existen datos claros del número de desahucios en España ni de su tipología. Los datos ofrecidos por notarios y registradores son extraordinariamente altos si bien podrían incluir desahucios de locales, parcelas sin construir, segundas viviendas, etc. Hacia finales de 2012, según la PAH -Plataforma de Afectados por la Hipoteca-, el número de desahucios llegaría a los 171.110 desde el comienzo de la crisis en julio de 2008. Ni el Gobierno, ni el INE ni las entidades bancarias ofrecen datos claros ni contrastados.
En el primer trimestre de 2012, según el Consejo General de Poder Judicial, se produjeron 46.559 desalojos forzosos por la vía judicial, 517 al día
En 2012, según el Banco de España, y con los datos filtrados de entidades financieras que gestionan algo más del 85% del crédito hipotecario, se produjeron 32.490 ejecuciones hipotecarias de vivienda habitual, de las cuales 14.110 fueron daciones en pago (el 43% del total) y otras 4.215 entregas voluntarias. Cuando llegó la comisión judicial para ejecutar el desahucio 2.405 viviendas estaban todavía ocupadas y en 355 casos de entregas judiciales de viviendas habituales ocupadas se requirió la intervención de la policía para la realización del lanzamiento o desahucio. El Banco de España destaca que el 85% de las hipotecas que no pudieron ser pagadas en 2012 se contrataron en el año 2007 o antes, durante la burbuja inmobiliaria. Según el estudio, a finales de 2012 había 6,7 millones de hipotecas vivas, de las cuales 6,1 millones correspondían a vivienda habitual. Si la distribución fuese la misma para el 100% de la muestra, estaríamos ante un total de 7,8 millones de hipotecas.
En junio de 2013 el gobierno de España, en respuesta a una pregunta de Cayo Lara sobre el número de desahucios desde 2006, y con datos de CGPJ manifestó que se produjeron las siguientes ejecuciones hipotecarias -no en todas se produce el lanzamiento ni todas son de primera vivienda-: 2006 (16.097), 2007 (17.412), 2008 (20.549), 2009 (37.677), 2010 (54.250), 2011 (64.770), 2012 (75.375). Las ejecuciones sin tramitar ascenderían a finales de 2012, a un total de 198.116.
Según el CGPJ en el primer trimestre de 2013 se ejecutaron 19.468 desahucios, lo que arroja una media diaria de 216.
Según el Banco de España los desahucios subieron en 2013 en relación con 2012. En los 6 primeros meses de 2013 hubo 19.567 desahucios, casi tantos como en todo 2012, año en el que hubo 23.774.

## Causas económicas y legales

### Exclusión económica y social

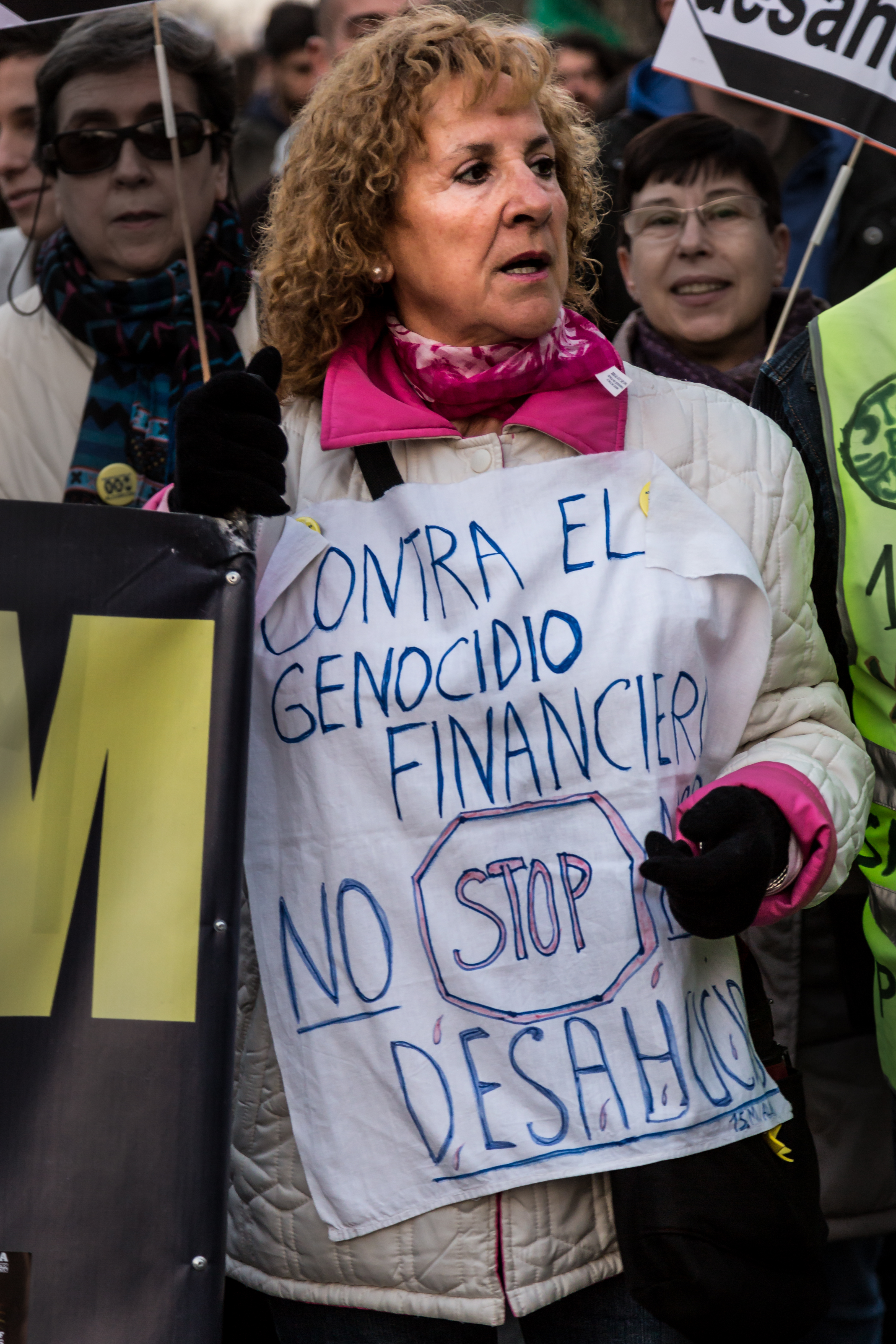
Los activistas califican a la situación de genocidio financiero. Manifestación en Madrid, 16 de febrero de 2013.

La específica crisis económica española de 2008-2012 derivada en buena medida de la burbuja y posterior crisis inmobiliaria española ha acentuado el número de ejecuciones hipotecarias y de desahucios. La burbuja -sobretasación de los bienes inmuebles y concesión indiscriminada de créditos hipotecarios por el valor total de la tasación e incluso por encima- junto con el incremento del desempleo en España -se ha pasado de un mínimo del 8% entre 2006 y 2007, al 20% en 2010 y el 27,16% en el primer trimestre de 2013-, los recortes en las prestaciones por desempleo y la reducción de ayudas sociales han dejado a amplios sectores de la población excluidos de los circuitos económicos privados y públicos.

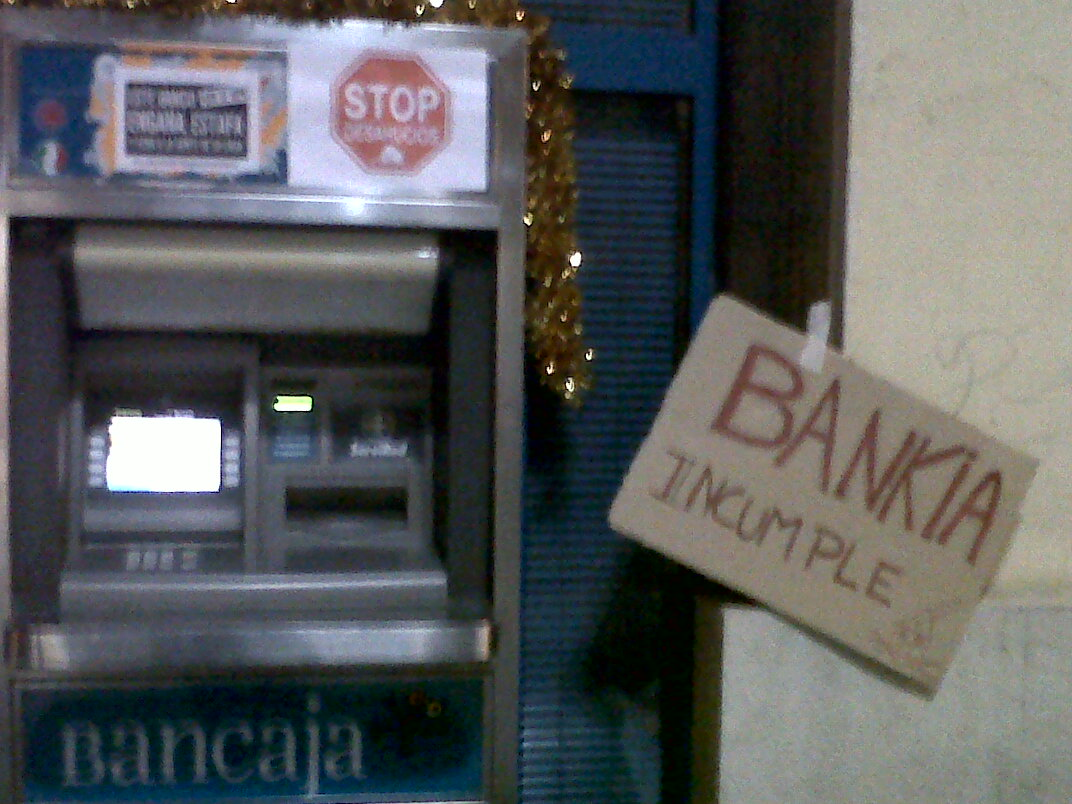
Plataforma en Bankia de Santa Cruz de Tenerife.

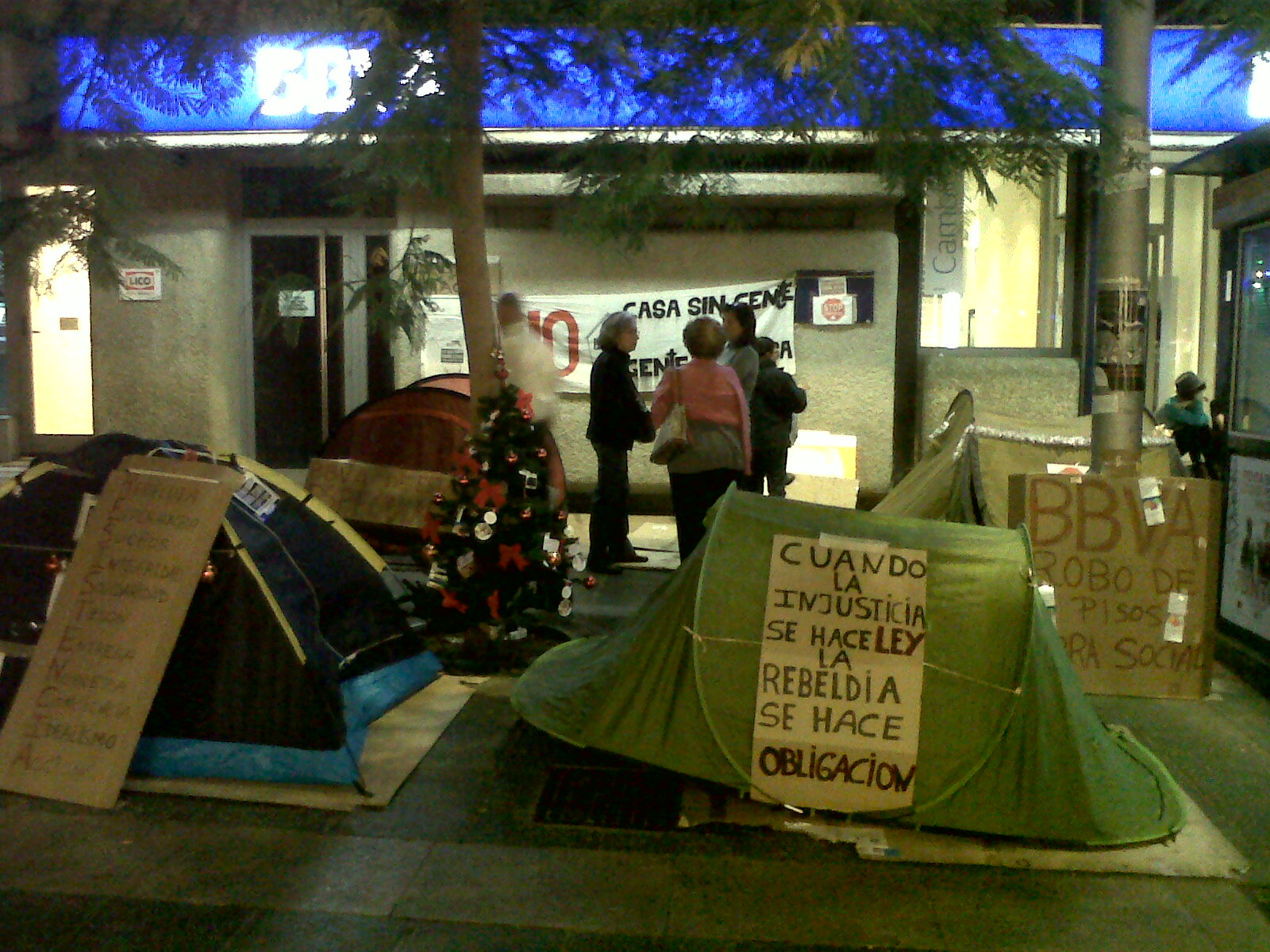
Plataforma frente al BBVA en Santa Cruz de Tenerife

Para La PAH los responsables directos son los sectores financieros -entidades bancarias y cajas de ahorro- que han promovido la burbuja y los responsables políticos de los últimos gobiernos -del PSOE y de PP-, que habrían permitido la creación y crecimiento de la burbuja inmobiliaria. Además, la legislación española -ley hipotecaria y ley de enjuiciamiento civil- tendría, según la PAH, un sesgo claramente favorable a los intereses de las entidades financieras, tanto que se estaría produciendo lo que han denominado como genocidio financiero ejecutado por entidades bancarias rescatadas por los gobiernos de José Luis Rodríguez Zapatero (PSOE) y de Mariano Rajoy Brey (PP) con fondos extraídos de las arcas del Estado y por tanto pagados por todos los ciudadanos españoles.
La organización Amnistía Internacional, en su informe de 2013 y en relación con España, denuncia la desprotección en el acceso a la vivienda durante 2012 considerando que el derecho a la vivienda ha sido uno de los más desprotegidos en España. El informe recoge los casos de desalojos forzosos de La Cañada Real y de 300 personas de un asentamiento informal en Puerta de Hierro -Madrid-. Amnistía extiende la situación de los miles de personas que han sido desahuciadas durante el pasado año a causa de una legislación "anormal", según señaló el director de AI en España, Esteban Beltrán, que considera que «El derecho a la vivienda no se encuentra protegido en España. Existe en la Constitución, pero no es un derecho fundamental y nunca se ha aceptado un recurso de amparo por este tipo de casos ante el Tribunal Constitucional».

### Propuestas de modificación de la Ley hipotecaria española y Ley de enjuiciamiento civil
La Ley Hipotecaria española vigente, aunque con modificaciones, es un Decreto de 8 de febrero de 1946. La ley 1/2000, de 7 de enero, de Enjuiciamiento Civil establece, entre otras muchas cuestiones, los mecanismos de ejecución hipotecaria.

#### Propuestas de las plataformas en defensa de los desahuciados
La Iniciativa legislativa Popular -Proposición de ley de regulación de la dación en pago, de paralización de los desahucios y de alquiler social- presentada en febrero de 2013 y promovida, entre otros, por la PAH propuso entre otras, la modificación de los artículos 579, 639, 675 bis de la Ley de Enjuiciamiento Civil relativos a los procesos de ejecución hipotecaria.
La ILP propuso la regulación de tres aspectos fundamentales: la dación en pago como fórmula preferente para la extinción de la deuda contraída con el banco por vivienda habitual; la moratoria de todos los desahucios por ejecución hipotecaria de viviendas habituales y la ampliación del alquiler social de las viviendas en manos de los bancos.
Para la PAH su propuesta pretende dar una segunda oportunidad como ocurre en el resto de Europa y en los EE. UU. y reformar la ley para que garantice el derecho a la vivienda, uno de los derechos humanos recogido en la Declaración Universal de los Derechos Humanos en su artículo 25, apartado 1 y en el artículo 11 del Pacto Internacional de Derechos Económicos, Sociales y Culturales.

#### Dictamen de la Abogada General del Tribunal de Justicia Europeo - 2012
La abogada general del Tribunal de Justicia de la Unión Europea Juliane Kokott, considera, en el dictamen hecho público el jueves 8 de noviembre de 2012 que la ley española relativa a los desahucios viola la Directiva 93/13 de la Unión Europea. La ley española permitiría la introducción de cláusulas consideradas abusivas en los contratos de préstamos hipotecarios establecidos por los bancos y que, en caso de incumplimiento, acabarían en la ejecución forzosa del desalojo. Dicho informe se basa en la demanda presentada por Mohamed Aziz contra la entidad bancaria CatalunyaCaixa después de que se le expulsara de manera forzosa de su vivienda en el año 2011.
La creación del banco malo incrementa los desahucios por parte de los bancos
La PAH ha denunciado que la creación del banco malo, donde pueden llevar los activos inmobiliarios tóxicos los bancos y cajas que ya han obtenido ayudas financieras del gobierno, está incrementando las ejecuciones hipotecarias y por tanto los desahucios con el objeto de liberar las viviendas con impagos y poder entregarlas a dicho banco del que recibirán nuevas ayudas.

#### Sentencia del Tribunal de Justicia de la Unión Europea - 2013
El 14 de marzo de 2013 el Tribunal de Justicia de la Unión Europea (TJUE) dictaminó que las leyes españolas sobre desahucios no garantizaba a los ciudadanos una protección suficiente frente a cláusulas abusivas en las hipotecas y vulnera, por tanto, la normativa comunitaria, en concreto la Directiva 93/13/CEE del Consejo, de 5 de abril de 1993. La sentencia del Tribunal Europeo de Luxemburgo se dicta en respuesta a una cuestión presentada por el juzgado mercantil de Barcelona, en concreto por el juez José María Fernández Seijo, a instancia del abogado Dionisio Moreno, defensor del caso de Mohamed Aziz, ante la imposibilidad de paralizar un desahucio que presenta la legislación española. Según la sentencia, los desahucios podrán paralizase por el juez en cumplimiento de la normativa comunitaria indicada. La sentencia confirmaría parte de las demandas de la Plataforma de Afectados por la Hipoteca que se han recogido en la Iniciativa Legislativa Popular por la Vivienda Digna.

#### El Banco Central Europeo pide evitar los desahucios - 2013
En mayo de 2013, un dictamen firmado por el presidente del Banco Central Europeo, Mario Draghi, indicaba que la ejecución hipotecaria debía considerarse “el último recurso” considerando insuficientes las medidas adoptadas por el gobierno español de Mariano Rajoy para abordar las causas subyacentes de las dificultades relacionadas con las hipotecas y para evitar, en la medida de lo posible, las ejecuciones hipotecarias.

## Suicidios publicados en la prensa
Una de las consecuencias más dramáticas de los desahucios es el suicidio de personas desahuciadas o en curso de desahucio. Durante la crisis económica española de 2008-2013 la prensa ha publicado noticias sobre suicidios relacionados con los desahucios, ya sea por compra o alquiler. Sin embargo, la relación no siempre está clara ya que influyen, como en todos los suicidios, situaciones personales complejas. Además, otros suicidios relacionados directamente o indirectamente con los desahucios no son conocidos ni alcanzan la publicación en prensa por lo que resulta difícil establecer una estadística clara y fiable ya que ni el INE ni ningún otro organismo recogen estos parámetros.

### Relación de suicidios publicados por la prensa
Por desahucio por impago hipotecario
1. José Miguel Domingo (54 años, Granada, 25 de octubre de 2012). Se ahorcó en Granada horas antes de ser desahuciado.[42][43]
2. Hombre, 23 de octubre de 2012, Las Palmas de Gran Canaria; un joven se suicidó arrojándose por uno de los puentes de Lomo Apolinario después de perder el trabajo y ser comunicado el desahucio por parte del banco. Además del desahucio, su pareja sentimental le había abandonado.[44][45]
3. Amaia Egaña (53 años, Baracaldo, 9 de noviembre de 2012). Se arrojó por la ventana de su vivienda en un cuarto piso, cuando la comisión judicial/policial de lanzamiento iba a desahuciarla de su piso; no obstante las razones del desahucio no están esclarecidas, al seguir teniendo ingresos la pareja.[46][47][48][49][50]
4. Victoria Mesa (52 años, Málaga, 14 de diciembre de 2012). Victoria, una mujer de 52 años se arrojó desde el balcón de su apartamento tres días después de recibir una orden de desahucio por impago de la hipoteca. Victoria tenía problemas económicos -al menos dos procesos civiles por deudas ya resueltos- y psicológicos -una depresión derivada del estado de su madre.[51]
5. Francisco J. Lema Bretón (36 años, Córdoba, 8 de febrero de 2013). Francisco J. se arrojó desde la cuarta planta de la vivienda donde vivía en alquiler en la calle Cartago. No pudo pagar las cuotas de la hipoteca por lo que optó por dar su casa al banco en pago de sus deudas pero la entidad seguía reclamándole 25.000 euros, señalan en Stop Desahucios, organización de la que era miembro.[52][53][54]
6. Pareja de jubilados (68 y 67 años, Cas Català, 12 de febrero de 2013). Un matrimonio de jubilados se quitó la vida en su vivienda de Cas Català, en el municipio mallorquín de Calviá, después de recibir el aviso de que iban a ser desahuciados del domicilio por impago.[55]
7. Inocencia Lucha (47 años, Almazora, Castellón), 18 de febrero de 2013 (fallece el 10 de mayo de 2013). Una mujer se quemó a lo bonzo en una sucursal bancaria y como consecuencia resultó herida con graves quemaduras en buena parte de su cuerpo. La mujer estaba afectada por un proceso de desahucio. Tras permanecer 81 días ingresada en la Unidad de Grandes Quemados del Hospital La Fe de Valencia, fallece el día 10 de mayo de 2013.,[56][57][58][59]

Por desahucio por impago de alquiler
1. Ricardo G. M. (50 años, Córdoba, 16 de noviembre de 2012). Murió tras arrojarse desde la segunda planta de la vivienda de la que iba a ser desahuciado. La víctima iba a ser desahuciada de la vivienda en la que vivía porque no podía pagar el alquiler.[60][61]
2. Manuel Reguera (59 años, Santesteban, Navarra, 28 de noviembre de 2012). Un hombre de 59 años se suicidó antes de que se llevara a cabo el desahucio judicial de la vivienda en la que residía en Santesteban, localidad del norte de Navarra. La causa sería una deuda por impago del alquiler de 4.200 euros por la que el Juzgado de Primera Instancia n.º 4 de Pamplona habría decretado su desahucio.[62]
3. Mujer (62 años, Peñafiel, Valladolid, 9 de diciembre de 2012). Una mujer de 62 años se suicidó arrojándose desde la vivienda de la que iba a ser desalojada por impago del alquiler.[63][64]
4. Hombre (55 años, Alicante, 13 de febrero de 2013). Un hombre se suicidó en Alicante el día en que iba a ser desahuciado. La comisión judicial que se disponía a hacer efectivo el desahucio encontró el cuerpo de un hombre de 55 años ahorcado en la vivienda.[65]
5. José Antonio Diéguez (50 años, Bilbao, 6 de marzo de 2013). Vecino del barrio de Ibarrekolanda, se lanzó al vacío desde un cuarto piso cuando llegó la comitiva judicial para desahuciarle por impago del alquiler.[66][67]
6. Hombre (40 años, Barcelona, 6 de mayo de 2013). Un trabajador de TV3, vecino del distrito del Ensanche, se ha quitado la vida el mismo día en que iba a ser desahuciado de su piso, en la calle Rosselló, por impago de alquiler. El cadáver fue encontrado ahorcado en el interior de su vivienda por la comitiva judicial.[68]

Por desahucio por ocupación
1. Juan Álvarez M.P. (45 años, Hospitalet de Llobregat, 12 de noviembre de 2010). Iba a ser desalojado de la vivienda que había ocupado con su mujer y su hija menor de edad. Se ahorcó en plena calle. El hombre de 45 años tomó esta decisión después de haber pedido al Ayuntamiento que retrasara la ejecución de la salida porque hacía "mucho frío para estar con la familia en la calle".[69][70][42]

Desahucio por causas desconocidas
1. Isabel (56 años, Málaga, 7 de julio de 2012). Minusválida, se arrojó a la calle desde el undécimo piso de su vivienda. La prensa ocultó el suceso, pese a la aparatosidad de su muerte, presenciada en vivo desde la calle por más de un centenar de personas.[71]

Intentos de suicidio
1. Manuel G. B. (53 años, Valencia, 25 de octubre de 2012). Se lanzó al vacío cuando iba a ser desahuciado. Antes de tirarse, le dio un beso a su hijo y se arrojó de un segundo piso tras llamar al timbre un miembro de la comisión judicial.[72]

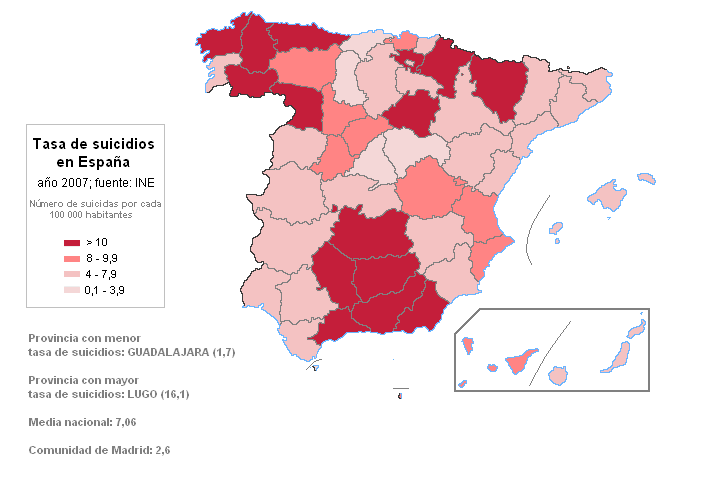
Tasa de suicidios en España 2007. Estadísticas del INE

### Las estadísticas de suicidio en relación con los desahucios
El INE no facilita datos desagregados sobre las causas del suicidio por lo que no existen cifras fiables sobre el porcentaje de suicidios por desahucio sobre el total de suicidios. El suicidio constituye la primera causa de muerte violenta en España, por delante de los accidentes de tráfico. En 2010 se alcanzó la cifra de 3.145 suicidios en España.
En 2011 el número de suicidios alcanza la cifra de 3.180 fallecidos, cifra muy similar a la de 2010. El suicidio continúa en 2011 siendo la primera causa externa de defunción. Desde el año 2008, y debido al descenso de las muertes en carretera, el suicidio ha pasado a constituir la primera causa de muerte violenta -o externa- en España, por delante de los accidentes de tráfico. De acuerdo con los datos publicados por el INE en enero de 2014, la cifra de suicidios en España creció en 2012 un 11,3% sobre la del año previo, siendo la mayor registrada en el país desde 2004.
Antoni Talarn, psicólogo clínico, considera que "la relación entre el incremento de los suicidios y la crisis económica es clarísima" y Joseba Achotegui, psiquiatra considera que "una persona en paro experimenta sentimientos negativos, así como una situación de estrés que afecta a la salud mental" si bien considera que la crisis no es la causa determinante, sino un elemento más a sumar al riesgo de suicidio. La correlación existe, pero es débil.

### Reacciones sociales
El drama de los suicidios ha sido un detonante, junto con las constantes protestas de diferentes asociaciones ciudadanas (Plataforma de Afectados por la Hipoteca, Stop Desahucios -plataforma integrada en la anterior-, Movimiento 15M), la publicación del dictamen del Tribunal de Justicia Europea que señalaba la ilegalidad de la ley de desahucios española y las numerosas quejas de miembros y asociaciones de juristas e incluso del Sindicato Unificado de Policía (SUP) provocaron por primera vez la reacción del Gobierno de Mariano Rajoy Brey y del partido de la oposición, el PSOE ante los desahucios.

### Reacciones políticas
En noviembre de 2012 el Gobierno del Partido Popular y el PSOE acordaron trabajar en un pacto sobre los desahucios.
Ante esta propuesta la PAH (Plataforma de Afectados por la Hipoteca) consideró que siendo los responsables políticos de los últimos gobiernos quienes habían provocado esta situación -400.000 desahucios desde 2007- y quienes habían tomado medidas inútiles en los últimos años y tomándolas sin escuchar a los afectados y quienes rechazaban sistemáticamente las propuestas presentadas de los partidos ICV, IU y ERC, dudaron de la eficacia de esas medidas aunque celebraron que se habiese tomado en serio el problema.
El Ministro del Interior, Fernández Díaz, en relación con la propuesta del SUP indicó que la policía haría cumplir la ley en los desahucios.

### Reacciones de cajas y bancos
Ante los suicidios, las manifestaciones, y las numerosas quejas de sectores institucionales algunas entidades bancarias como Kutxabank o Caja Laboral decidieron parar los desahucios.
Las patronales de bancos y cajas aseguraron que suspenderían los desalojos de las familias en situaciones límite hasta la entrada en vigor de la reforma normativa anunciada por el Gobierno.